# Luis Peral Guerra
Luis Peral Guerra (Madrid, 5 de noviembre de 1950) es un político demócrata-cristiano español, que ha desempeñado los cargos de concejal del Ayuntamiento de Madrid, diputado de la v, vi, vii, viii, ix y x legislaturas de la Asamblea de Madrid, consejero de Trabajo y de Educación de la Comunidad de Madrid y senador de la viii, ix y x legislaturas de las Cortes Generales.

## Biografía
Nació el 5 de noviembre de 1950 en Madrid, hijo del arquitecto y empresario inmobiliario Luis Peral Buesa y de Mariela Guerra Zunzunegui. Nieto del general de división Luis Peral Sáez, ayudante de campo de Francisco Franco y de Juan Bautista Guerra García, abogado y diputado por Palencia de la CEDA, asesinado en el Monte Saja (Cantabria) en octubre de 1936, durante la Guerra Civil.
Doctor en Historia, con Mención Internacional, por la Universidad CEU-San Pablo de Madrid, con una tesis sobre "Política Económica de la Segunda República. España en la Gran Depresión internacional" que obtuvo la calificación de Sobresaliente "cum laude" y el Premio Extraordinario del Doctorado. Durante el programa de doctorado realizó estancias en la London School of Economics y en la Universidad de Edimburgo.
Licenciado en Ciencias Económicas y Empresariales y en Derecho por la Universidad Complutense de Madrid. Diplomado en Altos Estudios de la Defensa por el Centro Superior de Estudios de la Defensa Nacional (CESEDEN).
Profesor de Historia Económica Contemporánea en el Master de Historia Contemporánea de la Universidad CEU-San Pablo de Madrid.
Concejal del Ayuntamiento de Madrid entre 1979 y 1987, en 1979 fue elegido en las municipales de 1979 dentro de la candidatura de la Unión de Centro Democrático (UCD); en las siguientes municipales de 1983 repitió como concejal, pero en la candidatura de la coalición electoral entre Alianza Popular, el Partido Demócrata Popular y la Unión Liberal (AP-PDP-UL).
Desde junio de 1980 a noviembre de 1981 fue Jefe del Gabinete Técnico del Ministro de Transportes, Turismo y Comunicaciones, José Luis Álvarez.
En 1992 contrajo matrimonio en la capilla del Colegio de Nuestra Señora del Pilar con María Ferré y de la Peña.
Una vez accedió el Partido Popular (PP) al gobierno de la Comunidad de Madrid en 1995 con Alberto Ruiz-Gallardón de presidente autonómico, Peral entró a desempeñar la viceconsejería de Obras Públicas, Urbanismo y Transportes, convirtiéndose en la «mano derecha» de Luis Eduardo Cortés. Durante esos años la red de Metro de Madrid se duplicó con la incorporación de 114 nuevos kilómetros, se construyeron 101.000 nuevas viviendas protegidas, de las cuales 12.663 fueron construidas por el IVIMA, y se realojaron 2.700 familias que vivían en chabolas a través del Instituto de Realojamiento e Integración Social (IRIS). También se construyó, entre otras carreteras, la Autopista M.45 de peaje en la sombra.

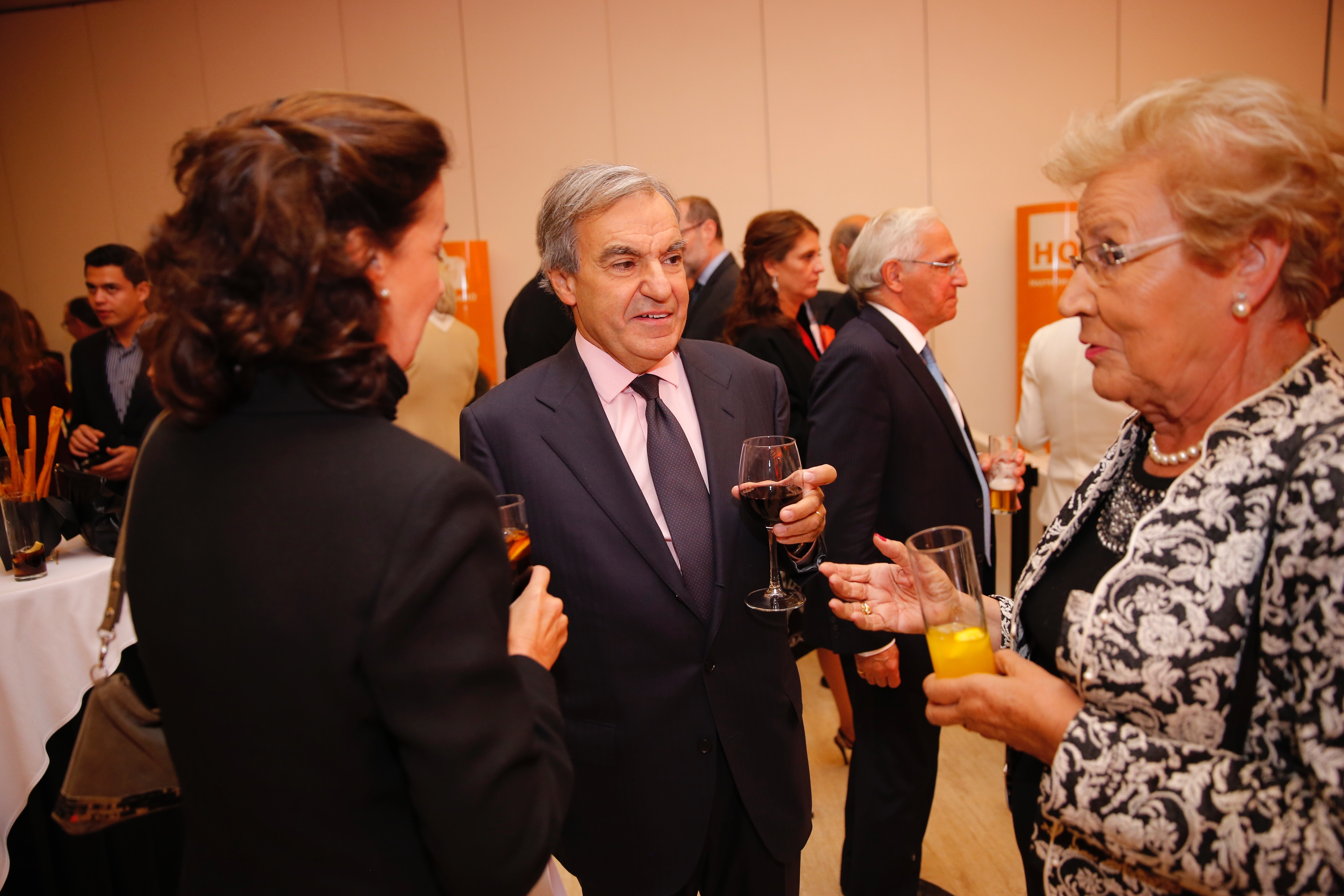
Fotografiado en 2016 en la gala de los premios HazteOír

En las elecciones autonómicas de 1999, en las que iba como número 22 de la lista del PP, fue elegido por primera vez diputado en la Asamblea de Madrid, cargo que volvería a ocupar en las cinco siguientes legislaturas.

En una reestructuración del gobierno de Ruiz-Gallardón producida en septiembre de 2001 se aumentó de nueve a once el número de consejerías y Peral fue puesto al frente de la de Trabajo. En su gestión como Consejero de Trabajo se impulsó la formación ocupacional y el empleo de las personas con discapacidad, a través del Servicio Regional de Empleo, así como la seguridad laboral con la negociación con sindicatos y empresarios del I Plan Regional de Prevención de Riesgos Laborales.
Iniciado el mandato de presidenta autonómica de Esperanza Aguirre, Peral cambió de cartera por la de Educación. Fue el único consejero que se mantuvo en el Consejo de Gobierno con la transición de Ruiz-Gallardón a Aguirre en 2003. Durante su gestión como Consejero de Educación se construyeron 165 centros públicos (72 escuelas infantiles, 75 colegios y 18 institutos), se crearon 53.000 plazas en escuelas infantiles de 0 a 3 años, se puso en marcha el Programa de Centros Bilingües y el Plan de Centros Públicos Prioritarios, incrementándose notablemente el presupuesto de becas de comedor escolar y el de becas de libros de texto. En marzo de 2005 se firmó con 19 entidades de la comunidad educativa el Acuerdo de Mejora de la Calidad Educativa 2005-2008, con un presupuesto de 1.600 millones de euros. En octubre del mismo año se firmó el Plan de Financiación de las Universidades Públicas de la Comunidad de Madrid 2006-2010 y en diciembre de 2006 el Plan de Inversiones de las Universidades Públicas de la Comunidad de Madrid 2007-2011 por un importe de 640 millones de euros. 
Durante los gobiernos de Esperanza Aguirre, llegó a ejercer, en calidad de su cargo como consejero de Educación, la presidencia del patronato de la Fundación Cardenal Cisneros, dependiente de la Comunidad de Madrid y titular del Centro de Enseñanza Superior Cardenal Cisneros.
Entre 2007 y 2015, fue senador por designación autonómica de la Asamblea, en el transcurso de la viii, ix (Portavoz de Interior) y x (Portavoz de Educación) legislaturas de las Cortes Generales. Fue ponente en la modificación de la Ley de Tráfico en 2009, en la Ley de Asilo de 2010 y en la Ley Orgánica de Mejora de la Calidad Educativa (LOMCE) de 2013. Promovió enmiendas en las modificaciones del Código Penal de 2010 y 2015 (especialmente en lo referente a la trata de personas y a los delitos sexuales contra menores), en la modificación en 2009 de la Ley de Extranjería y en la Ley del aborto de 2010. En la IX Legislatura presentó 15 preguntas orales en Pleno y 138 en Comisión, así como 3 Mociones en Pleno y 4 en Comisión. Entre las Mociones defendidas como senador cabe citar la Moción sobre apoyo a la familia, la Moción sobre disolución de los Ayuntamientos gobernados por ANV (antes Batasuna) y la Moción sobre violaciones de los derechos humanos en África Central.
Encuadrado en el sector del PP opuesto al aborto y a la maternidad subrogada, durante su mandato como consejero de Educación (2003-2007) la comunidad autónoma retrasó la implantación de la asignatura de Educación para la Ciudadanía impulsada por el gobierno de José Luis Rodríguez Zapatero. En julio de 2016 incumplió la disciplina de partido al ausentarse en la votación en la Asamblea de Madrid de la ley contra la LGTBfobia, después de que su petición de voto separado para 6 de los 81 artículos de dicha ley fuese  rechazada por el Grupo Popular. En diciembre de 2016 anunció que renunciaba al acta de diputado en la Asamblea alegando motivos personales además de finalizar la actividad política.
Miembro del Patronato de las Fundaciones Educación y Evangelio, Horizontes Abiertos y NEOS y del Consejo Nacional de la Asociación Católica de Propagandistas (ACdP).

## Obras

### Libros
Sin censura previa, Sial Pigmalión (2022)
Política económica de la Segunda República. España en la Gran Depresión internacional, CEU Ediciones (2022)

### Editor/Coordinador
Con Francisco Sáinz de Murieta. "Educación y Empleo", Nueva Revista, Núm. 149, UNIR (2014)
INSTITUTO ESPAÑOL DE ESTUDIOS ESTRATÉGICOS. Comprensión y gestión de los flujos migratorios en el área del Mediterráneo: desde emergencia hasta fenómeno estructural, Boletín IEEE, Núm. 12 (2018)

### Participación en obra colectiva
"Propuestas de apoyo a la mujer desde la política legislativa", en LACALLE, María (Ed.). En defensa de la vida y de la mujer, Criteria Club de Lectores (2012)

### Prólogos
AVILÉS, Juan. La Izquierda burguesa y la tragedia de la II República, Comunidad de Madrid (2006)
REAL ESCUELA SUPERIOR DE ARTE DRAMÁTICO. 175 aniversario. "¡Arriba el telón!" en Maestros del Teatro (2006)
FFORDE, Mathew. Desocialización. La crisis de la postmodernidad, Ediciones Encuentro (2013)

### Artículos en revistas académicas
"De la Dictadura a la República. No fue la Economía", Aportes, Núm. 97 (2018)
"Spain 1935: A Lost Opportunity", The Journal of European Economic History, Volume LIV, Issue 2, 2025